# ویسوچکا رژانا
ویسوچکا رژانا (به صربی: Visočka Ržana) یک منطقهٔ مسکونی در صربستان است که در پیروت واقع شده‌است. ویسوچکا رژانا ۵۴ نفر جمعیت دارد.